# Elecciones municipales de San Román de 2010
Las elecciones municipales de San Román de 2010 se llevaron a cabo el 3 de octubre de 2010 para elegir al alcalde y al Concejo Provincial de San Román para el periodo 2011-2014. La elección se celebró simultáneamente con elecciones regionales y municipales (provinciales y distritales) en todo el Perú.

## Sistema electoral
La Municipalidad Provincial de San Román es el órgano administrativo y de gobierno de la provincia de San Román. Está compuesta por el alcalde y el Concejo Provincial.
La votación del alcalde y el concejo se realiza en base al sufragio universal, que comprende a todos los ciudadanos nacionales mayores de dieciocho años, empadronados y residentes en la provincia de San Román y en pleno goce de sus derechos políticos, así como a los ciudadanos no nacionales residentes y empadronados en la provincia de San Román.
El Concejo Provincial de San Román está compuesto por 11 regidores elegidos por sufragio directo para un período de cuatro (4) años, en forma conjunta con la elección del alcalde (quien lo preside). La votación es por lista cerrada y bloqueada. Se asigna a la lista ganadora los escaños según el método d'Hondt o la mitad más uno, lo que más le favorezca.

## Composición del Concejo Provincial de San Román
La siguiente tabla muestra la composición del Concejo Provincial de San Román antes de las elecciones.
| Partidos | Partidos                                  | Regidores |
| -------- | ----------------------------------------- | --------- |
|          | Siempre Unidos                            | 7         |
|          | Restauración Nacional                     | 1         |
|          | Movimiento Regional de Integración Andina | 1         |
|          | Poder Democrático Regional                | 1         |
|          | Moral y Desarrollo                        | 1         |

## Partidos y candidatos
A continuación se muestra una lista de los principales partidos y alianzas electorales que participaron en las elecciones:
| Candidatura | Candidatura | Partidos y alianzas | Candidatos | Candidatos                   | Ideología                                                            | Resultado previo | Resultado previo | Ref. |
| Candidatura | Candidatura | Partidos y alianzas | Candidatos | Candidatos                   | Ideología                                                            | Votos (%)        | Reg.             | Ref. |
| ----------- | ----------- | --- | ---------- | ---------------------------- | -------------------------------------------------------------------- | ---------------- | ---------------- | ---- |
|             | SU          | Lista - Siempre Unidos (SU) |            | David Mamani Paricahua       | Fujimorismo Partido atrapalotodo                                     | 15.39%           | 7                |      |
|             | RN          | Lista - Restauración Nacional (RN) |            | Hugo Quinto Huamán           | Liberalismo económico Conservadurismo social Humanismo cristiano     | 14.28%           | 1                |      |
|             | PNP–PDR     | Lista - Gran Alianza Nacionalista - Popular - Poder Democrático Regional (PNP–PDR) – Partido Nacionalista Peruano (PNP) – Poder Democrático Regional (PDR) |            | David Sucacahua Yucra        | Socialismo democrático Nacionalismo de izquierda Regionalismo puneño | 12.99%           | 1                |      |
|             | MIA         | Lista - Movimiento Regional de Integración Andina (MIA) |            | Hugo Cano Montoya            | Regionalismo puneño                                                  | 12.11%           | 1                |      |
|             | MyD         | Lista - Moral y Desarrollo (MyD) |            | Óscar Cáceres Rodríguez      | Regionalismo puneño                                                  | 8.75%            | 1                |      |
|             | CRS         | Lista - Movimiento Político Construyendo por la Región Sur (CRS)                                                                                           |            | Walter Mendoza Quispe        | Regionalismo puneño                                                  | 6.34%            | 0                |      |
|             | APRA        | Lista - Partido Aprista Peruano (APRA) |            | Wilber Cerpa Quispe          | Aprismo                                                              | 5.21%            | 0                |      |
|             | UPP         | Lista - Unión por el Perú (UPP) |            | Silverio Casaperalta Calcina | Nacionalismo de izquierda Socialdemocracia                           | 2.50%            | 0                |      |
|             | MAS         | Lista - Movimiento Andino Socialista (MAS) |            | Luis Chayña Aguilar          | Regionalismo puneño                                                  | 2.06%            | 0                |      |
|             | PPC         | Lista - Partido Popular Cristiano (PPC) |            | Fidel Larico Ayamamani       | Democracia cristiana Conservadurismo social Liberalismo económico    | 1.64%            | 0                |      |
|             | FNTC        | Lista - Frente Nacional de Trabajadores y Campesinos (FNTC)                                                                                                |            | Hernán Larico Vera           | Regionalismo puneño                                                  | 1.62%            | 0                |      |
|             | AP          | Lista - Acción Popular (AP) |            | Alfredo Azcue Medina         | Humanismo Nacionalismo cívico Reformismo                             | 1.33%            | 0                |      |
|             | PP          | Lista - Perú Posible (PP) |            | Jorge Castillo Rivera        | Socioliberalismo Democracia liberal Tercera vía                      | Nuevo            | Nuevo            |      |
|             | MNI         | Lista - Movimiento Nueva Izquierda (MNI) |            | Holger López Yabar           | Marxismo-leninismo Mariateguismo Socialismo democrático              | Nuevo            | Nuevo            |      |
|             | APP         | Lista - Alianza para el Progreso (APP) |            | Hernán Pantigoso Cutipa      | Liberalismo económico Conservadurismo liberal Populismo de derecha   | Nuevo            | Nuevo            |      |
|             | DN          | Lista - Despertar Nacional (DN) |            | Cipriano Fernández Gutiérrez | Nacionalismo de izquierda Socialismo democrático                     | Nuevo            | Nuevo            |      |
|             | PHP         | Lista - Partido Humanista Peruano (PHP) |            | Víctor Frisancho Gallegos    | Humanismo Socialismo Ecosocialismo                                   | Nuevo            | Nuevo            |      |
|             | FDP         | Lista - Fonavistas del Perú (FDP) |            | Juan Paredes Pari            | Socialismo Nacionalismo de izquierda Ecologismo                      | Nuevo            | Nuevo            |      |
|             | UyC         | Lista - Movimiento Independiente Unión y Cambio (UyC) |            | Emilio Barahona Chura        | Regionalismo puneño                                                  | Nuevo            | Nuevo            |      |
|             | MAPU        | Lista - Movimiento Agrario Puneño (MAPU) |            | Ángel Yucra Mamani           | Regionalismo puneño                                                  | Nuevo            | Nuevo            |      |
|             | AQUÍ        | Lista - Proyecto Político AQUÍ (AQUÍ) |            | Walter Apaza Zela            | Regionalismo puneño                                                  | Nuevo            | Nuevo            |      |
|             | Sí Trabaja  | Lista - Sí Trabaja (Sí Trabaja) |            | Alberto Cruz Flores          | Regionalismo puneño                                                  | Nuevo            | Nuevo            |      |

## Resultados

### Sumario general

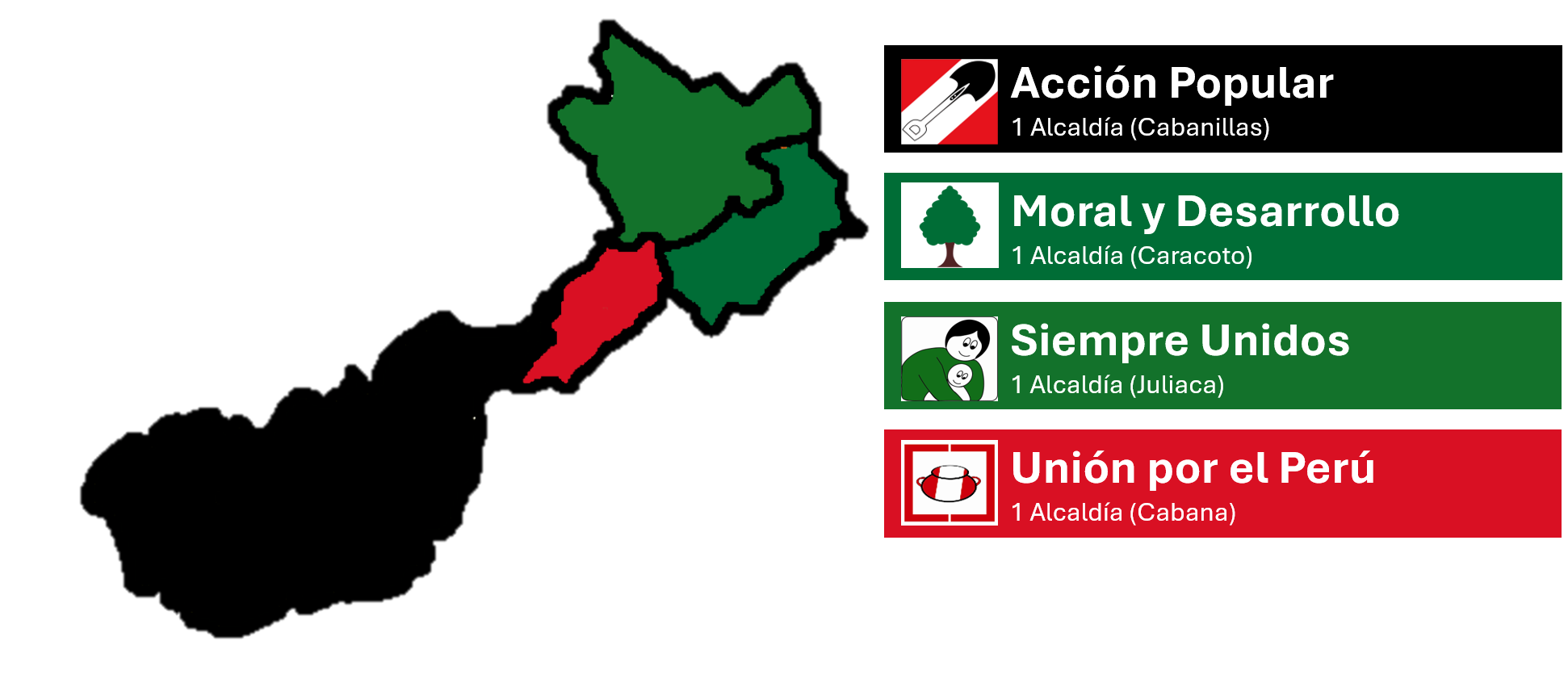
Resultados de las elecciones municipales distritales de San Román de 2010.

| |                                                                             |              |              |              |           |           |  |  |
| Partidos y coaliciones | Partidos y coaliciones                                                      | Voto popular | Voto popular | Voto popular | Regidores | Regidores |  |  |
| Partidos y coaliciones | Partidos y coaliciones                                                      | Votos        | %            | ±pp          | Total     | +/−       |  |  |
| | Siempre Unidos (SU)                                                         | 33,091       | 25.69        | +10.30       | 7         | ±0        |  |  |
| | Gran Alianza Nacionalista - Popular - Poder Democrático Regional (PNP–PDR)1 | 27,822       | 21.60        | +8.61        | 2         | +1        |  |  |
| | Restauración Nacional (RN)                                                  | 20,229       | 15.70        | +1.42        | 1         | ±0        |  |  |
| | Moral y Desarrollo (MyD)                                                    | 10,615       | 8.24         | –0.51        | 1         | ±0        |  |  |
| | Movimiento Andino Socialista (MAS)                                          | 5,698        | 4.42         | +2.36        | 0         | ±0        |  |  |
| | Acción Popular (AP)                                                         | 4,752        | 3.69         | +2.36        | 0         | ±0        |  |  |
| | Movimiento Independiente Unión y Cambio (UyC)                               | 4,133        | 3.21         | Nuevo        | 0         | ±0        |  |  |
| | Movimiento Político Construyendo por la Región Sur (CRS)                    | 3,176        | 2.47         | –3.87        | 0         | ±0        |  |  |
| | Proyecto Político AQUÍ (AQUÍ)                                               | 2,673        | 2.08         | Nuevo        | 0         | ±0        |  |  |
| | Frente Nacional de Trabajadores y Campesinos (FNTC)2                        | 2,415        | 1.87         | +0.25        | 0         | ±0        |  |  |
| | Unión por el Perú (UPP)                                                     | 1,969        | 1.53         | –0.97        | 0         | ±0        |  |  |
| | Sí Trabaja (Sí Trabaja)                                                     | 1,958        | 1.52         | Nuevo        | 0         | ±0        |  |  |
| | Movimiento Agrario Puneño (MAPU)                                            | 1,831        | 1.42         | Nuevo        | 0         | ±0        |  |  |
| | Movimiento Regional de Integración Andina (MIA)                             | 1,793        | 1.39         | –10.72       | 0         | –1        |  |  |
| | Partido Popular Cristiano (PPC)                                             | 1,336        | 1.04         | n/a          | 0         | ±0        |  |  |
| | Partido Aprista Peruano (APRA)                                              | 1,219        | 0.95         | –4.26        | 0         | ±0        |  |  |
| | Alianza para el Progreso (APP)                                              | 917          | 0.71         | Nuevo        | 0         | ±0        |  |  |
| | Fonavistas del Perú (FDP)                                                   | 915          | 0.71         | Nuevo        | 0         | ±0        |  |  |
| | Movimiento Nueva Izquierda (MNI)                                            | 666          | 0.52         | n/a          | 0         | ±0        |  |  |
| | Partido Humanista Peruano (PHP)                                             | 643          | 0.50         | Nuevo        | 0         | ±0        |  |  |
| | Perú Posible (PP)                                                           | 602          | 0.47         | n/a          | 0         | ±0        |  |  |
| | Despertar Nacional (DN)                                                     | 363          | 0.28         | Nuevo        | 0         | ±0        |  |  |
| |                                                                             |              |              |              |           |           |  |  |
| Total | Total                                                                       | 128,816      |              |              | 11        | ±0        |  |  |
| |                                                                             |              |              |              |           |           |  |  |
| Votos válidos | Votos válidos                                                               | 128,816      | 85.82        | –3.56        |           |           |  |  |
| Votos en blanco | Votos en blanco                                                             | 4,621        | 3.08         | +1.10        |           |           |  |  |
| Votos nulos | Votos nulos                                                                 | 16,662       | 11.10        | +2.47        |           |           |  |  |
| Votos emitidos | Votos emitidos                                                              | 150,099      | 89.71        | –1.35        |           |           |  |  |
| Abstenciones | Abstenciones                                                                | 17,214       | 10.29        | +1.35        |           |           |  |  |
| Votantes registrados | Votantes registrados                                                        | 167,313      |              |              |           |           |  |  |
| |                                                                             |              |              |              |           |           |  |  |
| Fuente: |                                                                             |              |              |              |           |           |  |  |
| Notas al pie: 1 Comparado con los resultados del Partido Nacionalista Peruano (PNP) y Poder Democrático Regional (PDR) en las elecciones de 2006. 2 Comparado con los resultados de Unidos por el Desarrollo (UD) en las elecciones de 2006. |                                                                             |              |              |              |           |           |  |  |
| Notas al pie: |                                                                             |              |              |              |           |           |  |  |
| 1 Comparado con los resultados del Partido Nacionalista Peruano (PNP) y Poder Democrático Regional (PDR) en las elecciones de 2006. 2 Comparado con los resultados de Unidos por el Desarrollo (UD) en las elecciones de 2006.               |                                                                             |              |              |              |           |           |  |  |

## Elecciones municipales distritales

### Sumario general
| | Moral y Desarrollo (MyD)                                                            | 734    | 10.13 | +1.33 | 1 | +1 |  |  |
| | Reforma Regional Andina Integración, Participación Económica y Social Puno (RAICES) | 668    | 9.22  | Nuevo | 0 | ±0 |  |  |
| | Restauración Nacional (RN)                                                          | 647    | 8.93  | +2.00 | 0 | ±0 |  |  |
| | Movimiento Político Construyendo por la Región Sur (CRS)                            | 621    | 8.57  | –0.66 | 0 | ±0 |  |  |
| | Acción Popular (AP)                                                                 | 619    | 8.54  | +2.49 | 1 | +1 |  |  |
| | Proyecto Político AQUÍ (AQUÍ)                                                       | 569    | 7.85  | Nuevo | 0 | ±0 |  |  |
| | Unión por el Perú (UPP)                                                             | 552    | 7.62  | –0.04 | 1 | ±0 |  |  |
| | Fuerza Nacional (FN)                                                                | 546    | 7.53  | +3.83 | 0 | ±0 |  |  |
| | Siempre Unidos (SU)                                                                 | 481    | 6.64  | +1.19 | 0 | ±0 |  |  |
| | Gran Alianza Nacionalista - Popular - Poder Democrático Regional (PNP–PDR)1         | 478    | 6.59  | +4.14 | 0 | ±0 |  |  |
| | Movimiento Andino Socialista (MAS)                                                  | 428    | 5.91  | –0.10 | 0 | ±0 |  |  |
| | Partido Aprista Peruano (APRA)                                                      | 347    | 4.79  | –1.69 | 0 | ±0 |  |  |
| | Movimiento Independiente Unión y Cambio (UyC)                                       | 265    | 3.66  | Nuevo | 0 | ±0 |  |  |
| | Alianza para el Progreso (APP)                                                      | 191    | 2.64  | Nuevo | 0 | ±0 |  |  |
| | Fonavistas del Perú (FDP)                                                           | 73     | 1.01  | Nuevo | 0 | ±0 |  |  |
| | Frente Amplio de Puno (FAP)                                                         | 29     | 0.40  | Nuevo | 0 | ±0 |  |  |
| |                                                                                     |        |       |       |   |    |  |  |
| Total | Total                                                                               | 7,248  |       |       | 3 | ±0 |  |  |
| |                                                                                     |        |       |       |   |    |  |  |
| Votos válidos                                                                                                  | Votos válidos                                                                       | 7,248  | 68.81 | –8.04 |   |    |  |  |
| Votos en blanco                                                                                                | Votos en blanco                                                                     | 2,075  | 19.70 | +3.77 |   |    |  |  |
| Votos nulos | Votos nulos                                                                         | 1,211  | 11.50 | +4.29 |   |    |  |  |
| Votos emitidos                                                                                                 | Votos emitidos                                                                      | 10,534 | 90.54 | –1.42 |   |    |  |  |
| Abstenciones                                                                                                   | Abstenciones                                                                        | 1,101  | 9.46  | +1.42 |   |    |  |  |
| Votantes registrados                                                                                           | Votantes registrados                                                                | 11,635 |       |       |   |    |  |  |
| |                                                                                     |        |       |       |   |    |  |  |
| Fuente: |                                                                                     |        |       |       |   |    |  |  |
| Notas al pie: 1 Comparado con los resultados del Partido Nacionalista Peruano (PNP) en las elecciones de 2006. |                                                                                     |        |       |       |   |    |  |  |
| Notas al pie:                                                                                                  |                                                                                     |        |       |       |   |    |  |  |
| 1 Comparado con los resultados del Partido Nacionalista Peruano (PNP) en las elecciones de 2006.               |                                                                                     |        |       |       |   |    |  |  |

### Resultados por distrito
La siguiente tabla enumera el control de los distritos de la provincia de San Román. El cambio de mando de una organización política se resalta del color de ese partido.
| Distrito   | Alcalde(sa) titular  | Partido político | Partido político   | Alcalde(sa) electo(a) | Partido político | Partido político   |
| ---------- | -------------------- | ---------------- | ------------------ | --------------------- | ---------------- | ------------------ |
| Cabana     | Cesario Vilca Quispe |                  | Con Fuerza Perú    | Fredy Dueñas Ramírez  |                  | Acción Popular     |
| Cabanillas | Jesús Quispe Mamani  |                  | Unión por el Perú  | Jesús Quispe Mamani   |                  | Unión por el Perú  |
| Caracoto   | Fredy Silva Mamani   |                  | Integración Andina | Roger Huacani Paye    |                  | Moral y Desarrollo |